# 페르난도 벨라운데 테리
페르난도 벨라운데 테리(스페인어: Fernando Belaúnde Terry, 프랑스어: Fernando Belaúnde Terry, 영어: Fernando Belaúnde Terry, 1912년 10월 7일 ~ 2002년 6월 4일)는 페루의 건축가이자 정치가. 국립공과대학 건축학부 교수를 지냈다. 페르난도 벨라운데 테리는 페루의 전 정치인으로, 1963년부터 페루의 대통령직을 맡았다. 1968년 쿠데타로 실각하였다가 1980년 민주화 이후 첫 대통령 선거에서 재당선되었으나, 2기 집권시의 초 인플레이션과 외채위기로 실망감을 주며 불명예스럽게 퇴임하였다.

## 어린 시절
벨라운데는 리마에서 교사였던 라파엘 벨라운데 디아스의 아들로 1912년 10월 7일 태어났다. 그는 에스파냐인, 프랑스인, 영국인의 혼혈인이다.
벨라운데는 정치학을 공부하였으나 조각가의 길을 걸었고 미국을 비롯한 여러 나라를 방문하여 조각에 관한 내용을 배웠다. 한편, 페루로 돌아와서는 정치인의 길을 걷는다.

## 당선
1962년 인민행동당원으로서 대통령 선거에 출마하였고, 1963년에 다시 치러진 대통령 선거에서 대통령에 당선되었다.

## 집권기

### 제1집권기
집권 후 벨라운데는 국가를 발전시키기 위해 기여했다. 또한 그는 페루의 수도가 많이 낡았다고 주장하여, 이들을 개혁하고 발전시켜야 한다고 주장했다. 벨라운데는 아마존 계곡에 정착민을 유치하기 위한 토지개혁 계획과 도로건설계획을 세웠지만 국내 정치문제에 있어서 야당과의 대립으로 인해 개혁정책은 지지부진하게 되어나갔다. 북부 페루에 위치한 원유생산지의 개발을 둘러싸고 미국 기업인 국제석유회사와 결탁을 한 사실이 드러나 국민들의 원성을 샀고 마침내 벨라운데는 1968년 군사혁명위원회에 의해 실각당했다. 벨라운데는 실각이후에 미국에서 망명생활을 하다가 1970년에 페루에 귀국하였지만 얼마안가 다시 미국으로 망명을 갔으며, 벨라운데 테리는 페루의 민주화와 자유주의를 주장해나가면서 후안 벨라스코와 대결하였다. 1975년 쿠데타로 후안 벨라스코가 실각당하자 벨라운데 테리는 다시 페루로 귀국하였으며 1980년 대통령 선거에 나서서 44%의 득표율로 다시 당선되었다.

### 제2집권기
그러나 벨라운데 테리는 당시 페루가 직면해 있던 외채위기를 해결하지 못하였으며 심각한 인플레이션 문제와 좌익게릴라의 준동, 긴축정책의 시행으로 인기를 잃어버렸고 결국 AP는 1985년 선거에서 참패를 당하고 말았다. 벨라운데 테리는 대통령 퇴임이후에 종신 상원의원으로 재작하였다.

## 역대 선거 결과
| 선거명      | 직책명        | 대수 | 정당       | 득표율 | 득표수      | 결과 | 당락             |
| ----------- | ------------- | ---- | ---------- | ------ | ----------- | ---- | ---------------- |
| 1962년 선거 | 페루의 대통령 | 46대 | 인민행동당 | 32.13% | 544,180표   | 2위  | 낙선             |
| 1963년 선거 | 페루의 대통령 | 49대 | 인민행동당 | 39.1%  | 708,662표   | 1위  | 페루 대통령 당선 |
| 1980년 선거 | 페루의 대통령 | 52대 | 인민행동당 | 44.93% | 1,793,190표 | 1위  | 페루 대통령 당선 |